# 계산새로
계산새로(Gyesansae-ro)는 인천광역시 계양구 계산3동 계산3동행정복지센터 앞과 인천광역시 계양구 계산4동 인천신대초등학교를 잇는 도로이다.

## 연혁
- 1998년: 계산 택지개발사업으로 도로 신설
- 2009년 10월 9일: 도로명으로 계산새로를 고시

## 주요 경유지
인천광역시
- 계양구 (계산3동, 계산4동)

## 주요 건물 및 시설
- 계산3동행정복지센터 (인천광역시 계양구 계산새로 7)
- 인천계양경찰서 (인천광역시 계양구 계산새로 68)
- 인천계양우체국 (인천광역시 계양구 계산새로 76)
- 계양구청 (인천광역시 계양구 계산새로 88)
- 계양구보건소 (인천광역시 계양구 계산새로 88)
- 계산여자고등학교 (인천광역시 계양구 계산새로 131)
- 인천신대초등학교 (인천광역시 계양구 계산새로 133)